# Албин (тауншип, Миннесота)
Албин (англ. Albin) — тауншип в округе Браун, Миннесота, США. На 2000 год его население составило 255 человек.

## География
По данным Бюро переписи населения США площадь тауншипа составляет 92 км², из которых 89 км² занимает суша, a вода составляет 3,1 %.

## Демография
По данным переписи населения 2000 года здесь находились 329 человек, 126 домохозяйств и 99 семей.  Плотность населения —  9,6 чел./км².  На территории тауншипа расположено 132 постройки со средней плотностью на 3.8 квадратных километров. Расовый состав населения: 97,57 % белых, 0,30 % азиатов и 2,13 % приходится на две или более других рас.
Из 126 домохозяйств в 28,6 % воспитывались дети до 18 лет, в 70,6 % проживали супружеские пары, в 5,6 % проживали незамужние женщины и в 21,4 % домохозяйств проживали несемейные люди. 19,8 % домохозяйств состояли из одного человека, при том 7,9 % из — одиноких пожилых людей старше 65 лет. Средний размер домохозяйства — 2,61, а семьи — 2,97 человека.
27,7 % населения — младше 18 лет, 5,5 % — в возрасте от 18 до 24 лет, 28,0 % — от 25 до 44, 21,9 % — от 45 до 64, и 17,0 % — старше 65 лет. Средний возраст — 38 лет. На каждые 100 женщин приходилось 106,9 мужчин.  На каждые 100 женщин старше 18 приходилось 112,5 мужчин.
Средний годовой доход домохозяйства составлял 36 111 долларов, а средний годовой доход семьи —  40 625 долларов. Средний доход мужчин —  32 031  доллар, в то время как у женщин — 23 750. Доход на душу населения составил 15 830 долларов. За чертой бедности находились 7,2 % семей и 13,7 % всего населения тауншипа, из которых 8,9 % старше 65 лет.